# مرغ (گلپایگان)
مرغ margh (گلپایگان)، روستایی خوش آب و هوا از توابع بخش مرکزی شهرستان گلپایگان در استان اصفهان ایران است.

## جمعیت
این روستا در دهستان کناررودخانه قرار دارد و براساس سرشماری مرکز آمار ایران در سال ۱۳۸۵، جمعیت آن ۵۱ نفر (۱۷خانوار) بوده‌است.